# 10er Marie

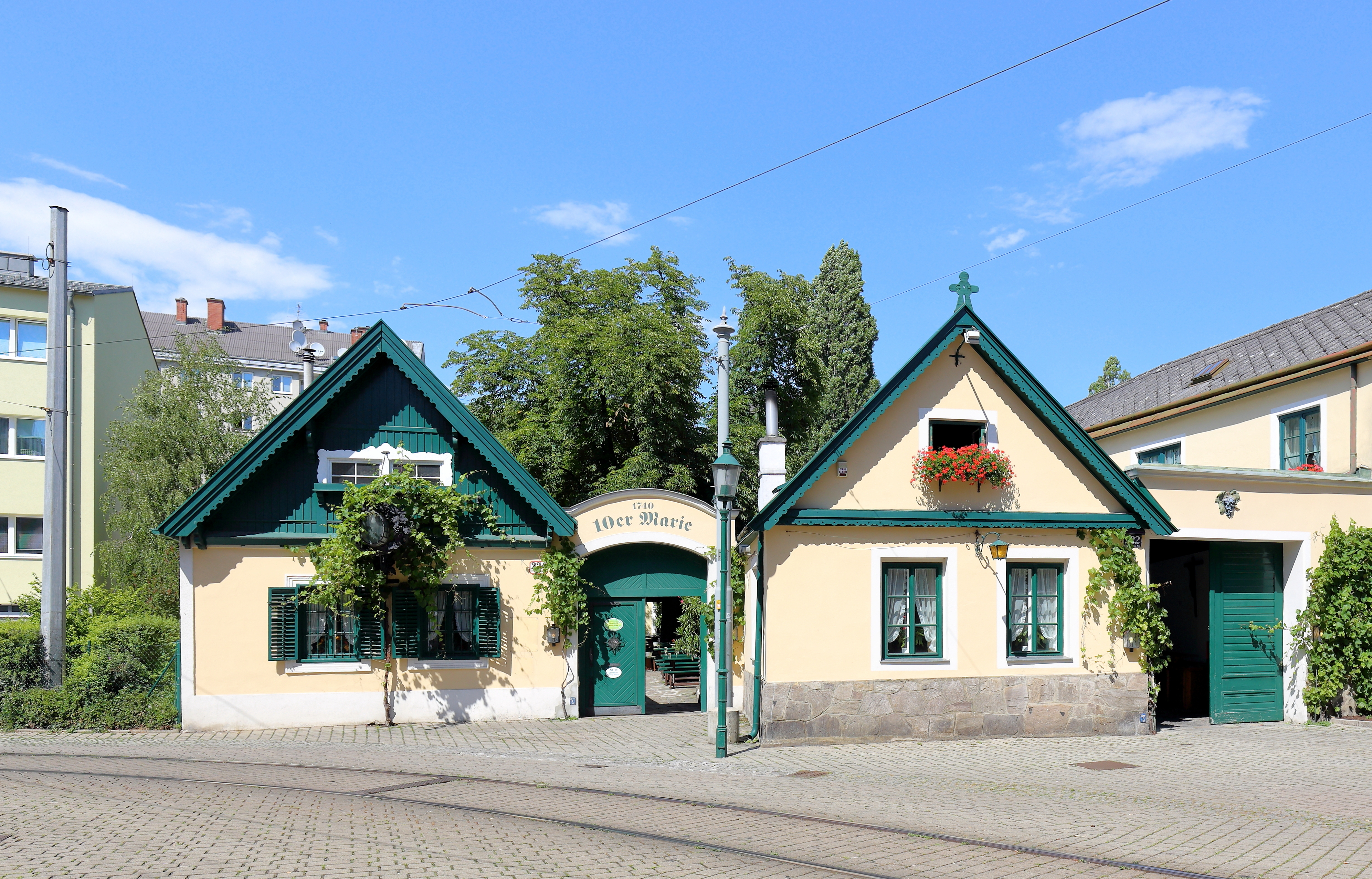
Die 10er Marie

Die 10er Marie im 16. Wiener Gemeindebezirk Ottakring gegenüber der Alt-Ottakringer Pfarrkirche gilt als der älteste und ist einer der bekanntesten Heurigen Wiens, außerhalb der bekannten Weinorte Grinzing, Sievering und Neustift am Walde.

## Geschichte
Die Buschenschank wurde bereits 1740 urkundlich erwähnt. Ursprünglich war die Buschenschank im Besitz der Ottakringer Weinhauerfamilie Haimböck. Der Name 10er Marie leitet sich zum einen von der Adresse ab (Alt-Ottakring Nr. 10), zum anderen von der Wirtstochter Maria.
Zu den Gästen des Heurigen Haimböck gehörte auch Kronprinz Rudolf, der sich von seinem Leibfiaker Bratfisch des Öfteren hierher chauffieren ließ. Weitere Gäste der 10er Marie waren in späteren Jahren der Lyriker Josef Weinheber oder der Operettenkomponist Emmerich Kálmán.
Die legendäre Wirtin Käthe Musil, die rund vierzig Jahre lang bis 1986 die Buschenschank leitete, machte sie zu einem Treffpunkt prominenter Gäste aus Politik und Gesellschaft. Nachdem die Neustifter Weinhauerfamilie Fuhrgassl-Huber aus der Konkursmasse der Tafelspitz AG die „10er Marie“ aufkaufte, wurde sie restauriert, mit dem danebenliegenden Heurigen zusammengeführt und am 25. Mai 1993 wiedereröffnet.